# Philipp-Ernst zu Schaumburg-Lippe

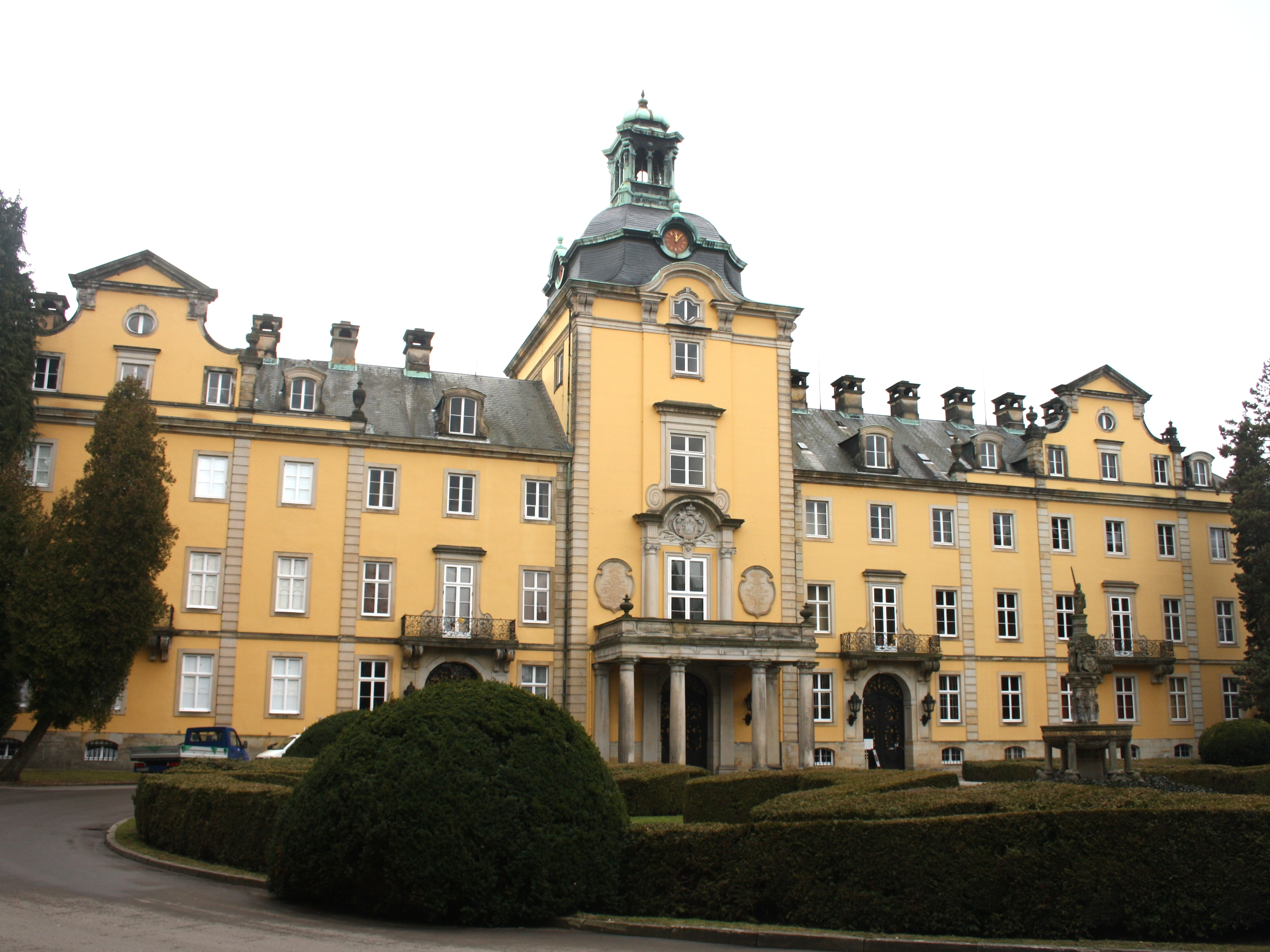
Schloss Bückeburg

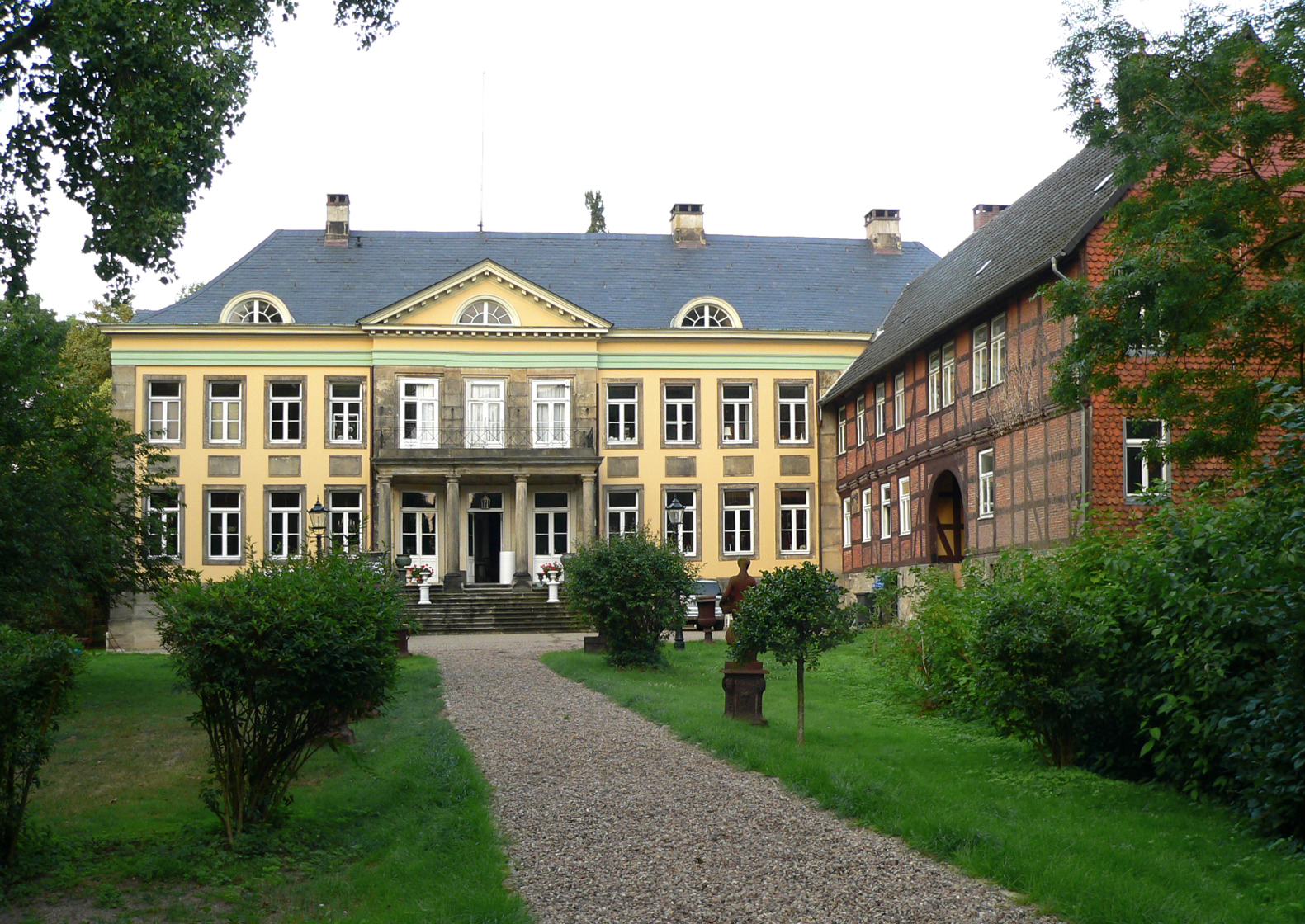
Schloss Hagenburg

Dr. Friedrich August Philipp Ernst Wolrad Fürst zu Schaumburg-Lippe, Edler Herr zur Lippe, Graf zu Schwalenberg en Sternberg (Hagenburg, 26 juli 1928 − Bückeburg, 28 augustus 2003) was hoofd van de linie Schaumburg-Lippe en daarmee Fürst zu Schaumburg-Lippe.

## Biografie
Schaumburg-Lippe werd geboren als Prinz Schaumburg-Lippe, als zoon van Wolrad Fürst zu Schaumburg-Lippe (1887-1962) en Bathildis Prinzessin zu Schaumburg-Lippe (1903-1983), leden van het geslacht Schaumburg-Lippe. Hij volgde in 1962 zijn vader op als hoofd van de linie Schaumburg-Lippe. Hij trouwde in 1955 met Dr. Eva-Benita Freiin von Tiele-Winckler (1927-2013) met wie hij twee kinderen kreeg, onder wie de Erbprinz Georg-Wilhelm (1956-1983). Hij promoveerde tot doctor in de politieke wetenschappen. Daarnaast was hij Rechtsridder in de Johanniterorde.
Als hoofd van het huis beheerde hij de zogenaamde Hoffkammer Bückeburg: het landgoed van het gelijknamige stamslot. Hij en zijn familie bewoonden het stamslot van deze linie van het geslacht. Ook het slot Hagenburg, waarop hij geboren werd, behoorde tot de door hem beheerde familiegoederen. Na zijn overlijden volgde zijn zoon Alexander zu Schaumburg-Lippe (1958) hem op als hoofd van de linie, aangezien de Erbprinz in 1983 was overleden. (Formeel was hij volgens het Duitse naamrecht Prinz zu Schaumburg-Lippe; volgens familietraditie wordt hij echter aangeduid als Fürst zu Schaumburg-Lippe.)